# Beyond Ocean Avenue: Live at the Electric Factory
Beyond Ocean Avenue: Live at the Electric Factory è il primo DVD ufficiale degli Yellowcard. Contiene anche quattro video live acustici: Empty Apartment, Ocean Avenue, Only One e View from Heaven.

## Tracce
1. Believe
2. Miles Apart
3. Life of a Salesman
4. View from Heaven
5. Avondale
6. Starstruck
7. Powder
8. October Nights
9. A.W.O.L.
10. Empty Apartment
11. Ocean Avenue
12. Breathing
13. Back Home
14. Way Away
15. Twenty Three
16. Only One
17. Behind-the-Scenes Footage (Live at the Electric Factory)
18. Empty Apartment (Live Acoustic)
19. Ocean Avenue (Live Acoustic)
20. Only One (Live Acoustic)
21. View from Heaven (Live Acoustic)
22. Interview (Live)

## Formazione
- Ryan Key – voce e chitarra
- Peter Mosely – basso
- Sean Mackin – violino e voce di fondo
- Ben Harper – chitarra
- Longineu W. Parsons III – batteria